# Васильковский, Дмитрий Иванович
Дмитрий Иванович Васильковский (укр. Дмитро Іванович Васильківський; 3 сентября 1941 года, село Слобода-Подлесовская) — передовик сельскохозяйственного производства, звеньевой колхоза имени Котовского Ямпольского района Винницкой области. Герой Социалистического Труда (1979). Депутат Верховного Совета УССР 11 созыва.

## Биография
Родился 3 сентября 1941 года в крестьянской семье в селе Слобода-Подлесовская (сегодня — Ямпольский район Винницкой области). Получил среднее образование.
С 1958 года — рядовой колхозник, тракторист колхоза имени Котовского Ямпольского района. Служил в Советской Армии.
С 1967 года — механизатор и с 1972 года — звеньевой механизированной бригады по выращиванию сахарной свеклы колхоза имени Котовского. В 1975 году вступил в КПСС.
В 1979 году удостоен звания Героя Социалистического Труда «за большие успехи в увеличении производства сахарной свеклы и выхода сахара с каждого гектара, достигнутые на основе трудового содружества работников сельского хозяйства и перерабатывающей промышленности в 1978 году».
Избирался депутатом Верховного Совета УССР 11 созыва.
После выхода на пенсию проживает в родном селе.

## Награды
- Герой Социалистического Труда — указ № 8976—IX Президиума Верховного Совета от 13 марта 1979 года
- Орден Ленина